# Julien Espinosa
Julien Espinosa (Nizza, 5 febbraio 1984) è un allenatore di pallacanestro francese.

## Palmarès
- LNB Pro B Leaders Cup: 1

Sharks Antibes: 2015